# Parafia św. Wawrzyńca w Gołańczy
Parafia pw. św. Wawrzyńca w Gołańczy – rzymskokatolicka parafia w Gołańczy w dekanacie Kcynia diecezji bydgoskiej. Erygowana w 1361 roku. 13–14 października 2018 roku parafia obchodziła peregrynację kopii obrazu Matki Bożej Częstochowskiej.

## Historia
Kościół parafialny w neoklasycystycznym stylu zbudowanym został w latach 1931–1932 według projektu Stefana Cybichowskiego. Świątynia została konsekrowana w 1934 roku przez kardynała Augusta Hlonda. W latach 90. XX wieku została gruntownie odnowiona. W 1997 roku ukończono budowę wieży, na której zamontowano zegar.
W 2013 roku proboszczem został ks. Roman Lidziński. 2 grudnia 2023 proboszczem parafii został  ks. Tomasz Kapczyński. 
Do parafii należy 11 miejscowości: Bogdanowo, Buszewo, Chawłodno, Czerlin, Czesławice, Gołańcz, Grabowo, Krzyżanki, Morakówko, Podjezierze oraz Tomczyce.

## Grupy
Grupy parafialne istniejące w Gołańczy to: Żywy Różaniec, Stowarzyszenie Powołań Kapłańskich, Liturgiczna Służba Ołtarza, Caritas, Szkolne Koło CARITAS, Wspólnota św. Stanisława Kostki – Wolontariat ŚDM, Stowarzyszenie św. Ojca Pio oraz Chór Parafialny.